# Diego Castellanos
Diego Castellanos Sánchez (nació el 14 de marzo de 1993 en Guadalajara, Jalisco) es un exfutbolista mexicano que jugaba en la posición de atacante.
Actualmente milita en Muchachos F.C. (Jero Freixas es presidente del club) en la Américas Kings League.

## Trayectoria
Llegó al equipo Sub-17 de Jaguares de Chiapas en el 2009, duró una Temporada y a la siguiente subió a la categoría Sub-20 de la institución.
Debutó en la Primera División de México el 9 de abril del 2011, ante Pachuca en el Estadio Hidalgo, en partido correspondiente a la Jornada 13 del Clausura 2011, donde los Tuzos ganaron 3-0; Diego Castellanos entró de cambio al minuto 77 por Marvin Cabrera. Diez después debutó en la Copa Libertadores 2011, enfrentando a Jorge Wilstermann en el Estadio Félix Capriles, en la última Jornada del Grupo 6, al ingresar por Jaime Durán al minuto 86; el encuentro finalizó 2-1 a favor del conjunto boliviano.  
Jugó con Delfines Fútbol Club en la Liga de Ascenso de México, en la Temporada 2013-2014. Después de estar en Campeche, firmó por dos Temporadas con Tampico Madero en la Segunda División de México. Con la Jaiba Brava ganó el título del Clausura 2016 y disputó la Final de Ascenso 2015-2016, ante Potros UAEM, para determinar al equipo que accedería a la Liga de Ascenso; Potros se llevó la serie (1-0 marcador global) y ascendió. 
Reportó con Alebrijes de Oaxaca en junio del 2016. En diciembre del 2018 regresó a Chiapas, pero para jugar en la Segunda División con Tuxtla F.C. Volvió a la División de Plata para jugar con la Jaiba Brava (Apertura 2018) y después con Potros UAEM (Clausura 2019).
El primer semestre del 2020 jugó con el Club Deportivo FAS en la Primera División de El Salvador. Después de su aventura en Centroamérica, integró el plantel de Industriales de Naucalpan, en la Temporada de debut de la Liga de Balompié Mexicano; el 3 de octubre, convirtió el primer gol en la historia de Industriales en la Liga.
El 1 de enero del 2021, los Coyotes de Tlaxcala de la Liga de Ascenso, presentaron a Castellanos como nuevo elemento del club de cara al Clausura 2021. En el segundo semestre del 2021, formó parte del plantel Real Tlamazolan, en la segunda Temporada de la Liga de Balompié Mexicano.

### Clubes
| Club                      | País        | Año           |
| ------------------------- | ----------- | ------------- |
| Jaguares de Chiapas       | México      | 2011 - 2013   |
| Delfines Fútbol Club      | México      | Apertura 2013 |
| Tampico Madero            | México      | 2014-2016     |
| Alebrijes de Oaxaca       | México      | 2016-2017     |
| Tuxtla Fútbol Club        | México      | Clausura 2018 |
| Tampico Madero            | México      | Apertura 2018 |
| Potros UAEM               | México      | Clausura 2019 |
| Club Deportivo FAS        | El Salvador | 2020          |
| Industriales de Naucalpan | México      | 2020          |
| Tlaxcala                  | México      | Clausura 2021 |
| Real Tlamazolan           | México      | 2021          |

## Palmarés
Campeonatos nacionales 
| Categoría               | Título        | Club             | País   |
| ----------------------- | ------------- | ---------------- | ------ |
| Liga Premier de Ascenso | Clausura 2016 | Tampico Madero   | México |
| Liga Ascenso MX         | Apertura 2017 | Alebrijes Oaxaca | México |

## Kings League Santander
El 16 de enero del 2024, fue elegido por Olimpo United para integrar el plantel que debutaría en la reciente creada Américas Kings League (Javier Hernández es presidente del club).
El 3 de julio del 2024, fue anunciado como nuevo elemento de Muchachos F.C.

## Otras actividades
En abril de 2025, participó en cuarta temporada del programa de MTV, La venganza de los ex VIP.